# Idea logani
Idea logani är en fjärilsart som beskrevs av Moore 1883. Idea logani ingår i släktet Idea och familjen praktfjärilar. Inga underarter finns listade i Catalogue of Life.